# Dicallomera fortunata
Dicallomera fortunata is een vlinder uit de familie van de spinneruilen (Erebidae), onderfamilie donsvlinders (Lymantriinae). De wetenschappelijke naam van de 
soort is voor het eerst geldig gepubliceerd in 1891 door Rogenhofer.
Deze nachtvlinder komt voor in Europa.